# أرشيبالد ويفل
ويفل (5 مايو 1883 – 24 مايو 1950) قائد بريطاني من الحرب العالمية الثانية.

## ما قبل الحرب العالمية الثانية
في الحرب العالمية الأولى عمل ويفل كثيراً برفقة القائد البريطاني إدموند ألنبي في الشرق الأوسط، وفي عام 1937 عُيّن قائداً للجيوش البريطانية في فلسطين، وكان من مهمته آنذاك قمع ثورة فلسطين الكبرى.

## الحرب العالمية الثانية
- في عام 1939 عُيّن قائداًً للقوات البريطانية في الشرق الأوسط. وعندما قامت القوات الإيطالية بغزو مصر في سبتمبر 1940، لم يكن لديه سوى قوة صغيرة من الجنود يقودهم القائد البريطاني ريتشارد أوكونور، وعملا معاً على في التخطيط للقيام بهجوم مضاد للإيطاليين، ثم نفذاه في ديسمبر1940، وكان هجوماً ناجحاً للغاية، بل إنهما تقدما في ليبيا نفسها، وألحقت قواتهما الهزيمة بالإيطاليين في معركة بيضافم في فبراير 1940 .
- بعد إلحاق الهزيمة بالإيطاليين انشغل ويفل بإرسال القوات البريطانية إلى اليونان، والحبشة وسوريا، ناهيك عن متابعته لثورة رشيد عالي الكيلاني في العراق في أبريل 1940، وساهم كل هذا التشتيت للمجهود الحربي البريطاني في إعطاء الفرصة للقائد الألماني إيرون رومل في شن هجومه عبر برقة في مارس 1940، الذي استعاد به كامل برقة باستثناء طبرق، كما أسر القائد أوكونور، مما ألقى مهمة قهر قوات رومل على ويفل، فشن ويفل هجومين على الحدود الليبية المصرية هما عملية «اختصار» Brevity ، وعملية «فأس المعركة» Battleaxe، ولم تحقق العمليتان نجاحاً مذكوراً، مما أغضب رئيس الوزراء البريطاني ونستون تشرشل، فأحل محله القائد البريطاني كلود أوكنلك، واستلم هذا الأخير مهامه في 21 يونيو 1940.
- عُيّن ويفل بعد ذلك قائداً عاماً في الهند، وفي ديسمبر 1940 أصبح قائداً عاماً لقوات الحلفاء في جنوب غرب المحيط الهادئ، لكن مهمته لم تنجح كثيراً إذ استولت القوات اليابانية على بورما وسنغافورة.
- في يونيو 1943 عُيّن ويفل نائباً للملك في الهند، وبقي في هذا المنصب حتى عام 1947 قبيل استقلال الهند.

## وفاته
توفي ويفل في لندن بريطانيا عام 1950.

## وصلات خارجية
- أرشيبالد ويفل على موقع الموسوعة البريطانية (الإنجليزية)
- أرشيبالد ويفل على موقع مونزينجر (الألمانية)
- أرشيبالد ويفل على موقع إن إن دي بي (الإنجليزية)